# Ollonpistol

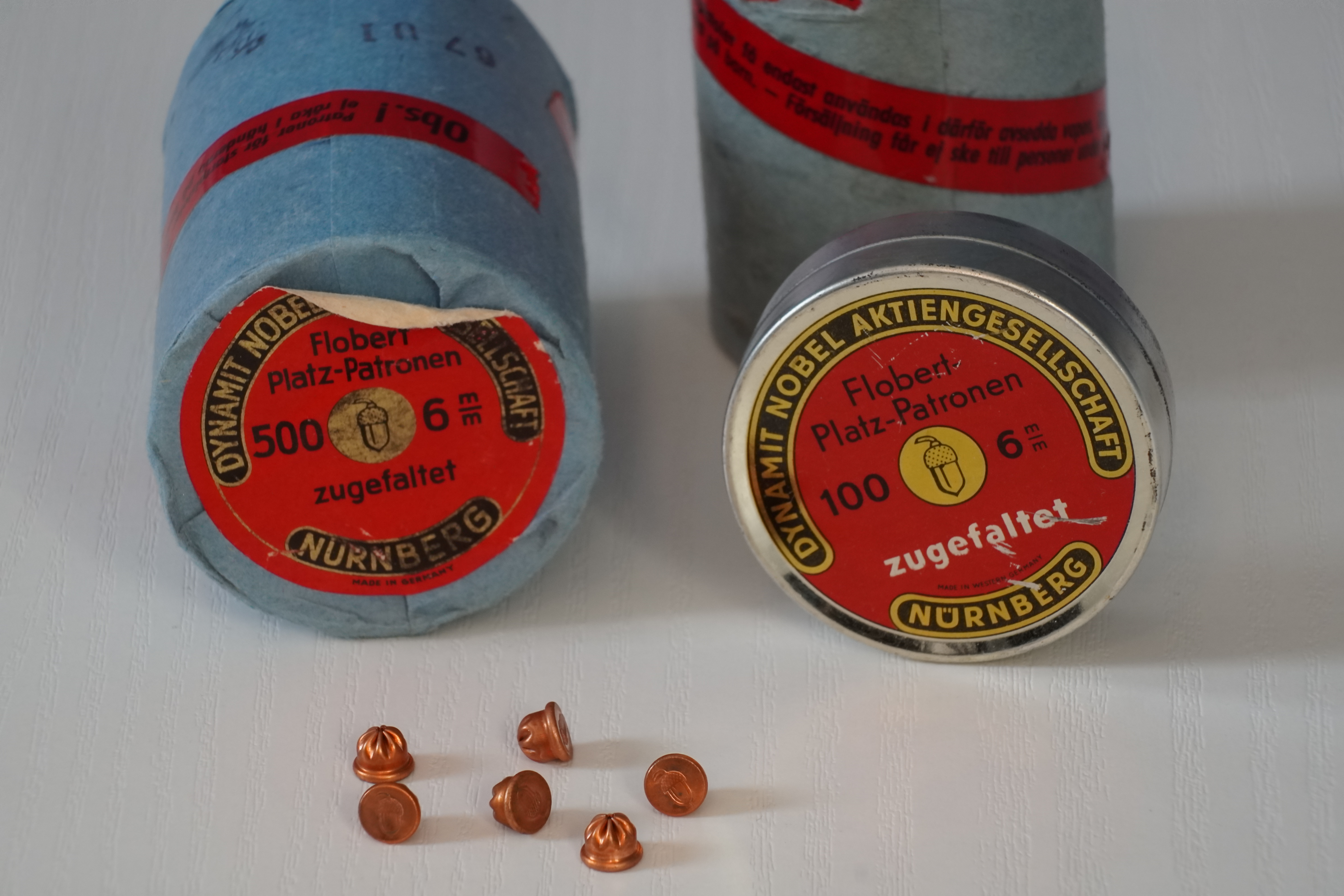
Ollonskott 6 mm

Ollonpistol är ett leksaksvapen med oborrad pipa. Den laddas enbart med lösa patroner, så kallade ollonskott. Dessa är märkta med en ekollonsymbol; därav namnet ollonpistol. Den kan användas som startpistol i idrottssammanhang.
Rökgaser, som bildas då skott avlossas, avgår genom ett litet hål på ovansidan av pipans bakre del. Det har hänt att skytten täckt detta hål med ett finger, då skott avlossats, varvid brännskador kan uppstå. Vapnet är alltså inte helt ofarligt. Pipan är också pluggad vilket gör att skott inte kan avlossas.
Ollonpistol eller startpistol betraktas med nuvarande lagstiftning som skjutvapen, även om ingen projektil kan avlossas. Startpistol kräver därför licens för att få köpas eller säljas i Sverige.
I svenskan är ordet "ollonpistol" belagt sedan åtminstone 1955.